# Westerode
Westerode è una frazione (Ortsteil) della città di Duderstadt, nel land della Bassa Sassonia, in Germania.

## Storia
Già comune autonomo nel circondario di Duderstadt, fu soppresso e incorporato a Duderstadt il 1º gennaio 1973.